# Gesperrte Wege
Gesperrte Wege (Originaltitel: Camino cortado) ist ein deutsch-spanischer Gangsterfilm aus dem Jahr 1955.

## Handlung
Der minderjährige Antonio erbt durch den Tod seiner Mutter ein Vermögen, das jedoch nach und nach sein Lehrer an sich bringt. Da er dringend Geld braucht, wendet er sich an eine Gangsterbande. Bei dem Einbruch in sein Haus in einer spanischen Hafenstadt erbeuten sie 300000 Peseten. Zusammen mit der Tänzerin Cecilia versuchen die drei Männer in einem gestohlenen Auto über die Grenze nach Frankreich zu fliehen. Dabei befahren sie eine gesperrte Straße, die sie in einer fast verlassenen Stadt zurücklässt, die in wenigen Stunden anlässlich der Einweihung des Pantà de Sau überflutet sein wird.
Ohne den Grund für die Absperrungen zu ahnen, fahren sie mit ihrem Auto in dem Gebirgstal herum und treffen überall auf Polizisten, die sie eigentlich nur warnen möchten. In ihrer Panik erschießt der Anführer zunächst einen Polizisten, dann einen Komplizen, der mit dem Geld flüchten wollte. Ein weiterer Polizist kann den Anführer trotz einer Verwundung schließlich überwältigen. Der letzte der drei Männer und die Tänzerin bringen den Polizisten aus der Gefahrenzone und wollen nach der Verbüßung ihrer Schuld ein neues Leben beginnen.

## Produktionsnotizen
Der Film wurde in den IFI-Studios in Barcelona gedreht, die Außenaufnahmen entstanden in Vilanova de Sau, Sitges sowie in den Pyrenäen. Dabei wurden eine deutschsprachige und eine spanischsprachige Version mit den gleichen Schauspielern hergestellt.
Die Uraufführung erfolgte am 14. Oktober 1955 in Wien, die deutsche Erstaufführung am 25. Oktober 1955 im Filmpalast in Frankfurt am Main sowie in Stuttgart.

## Kritiken
Der Filmdienst bemängelte, eine „unsichere Regie und großenteils schwache Darstellung“ werde „dem durchaus interessanten Sujet nicht gerecht“, wodurch der Film teilweise ins Lächerliche umkippe.